# (How Could You) Bring Him Home
(How Could You) Bring Him Home (från 2006) är Eamons enda singel från albumet Love & Pain. Låten är en slags uppföljare till Fuck It (I Don't Want You Back).

## Listplaceringar
| Lista (2007)   | Topplacering |
| -------------- | ------------ |
| Italien        | 26           |
| Storbritannien | 61           |